# Maria Prästgårdsgata

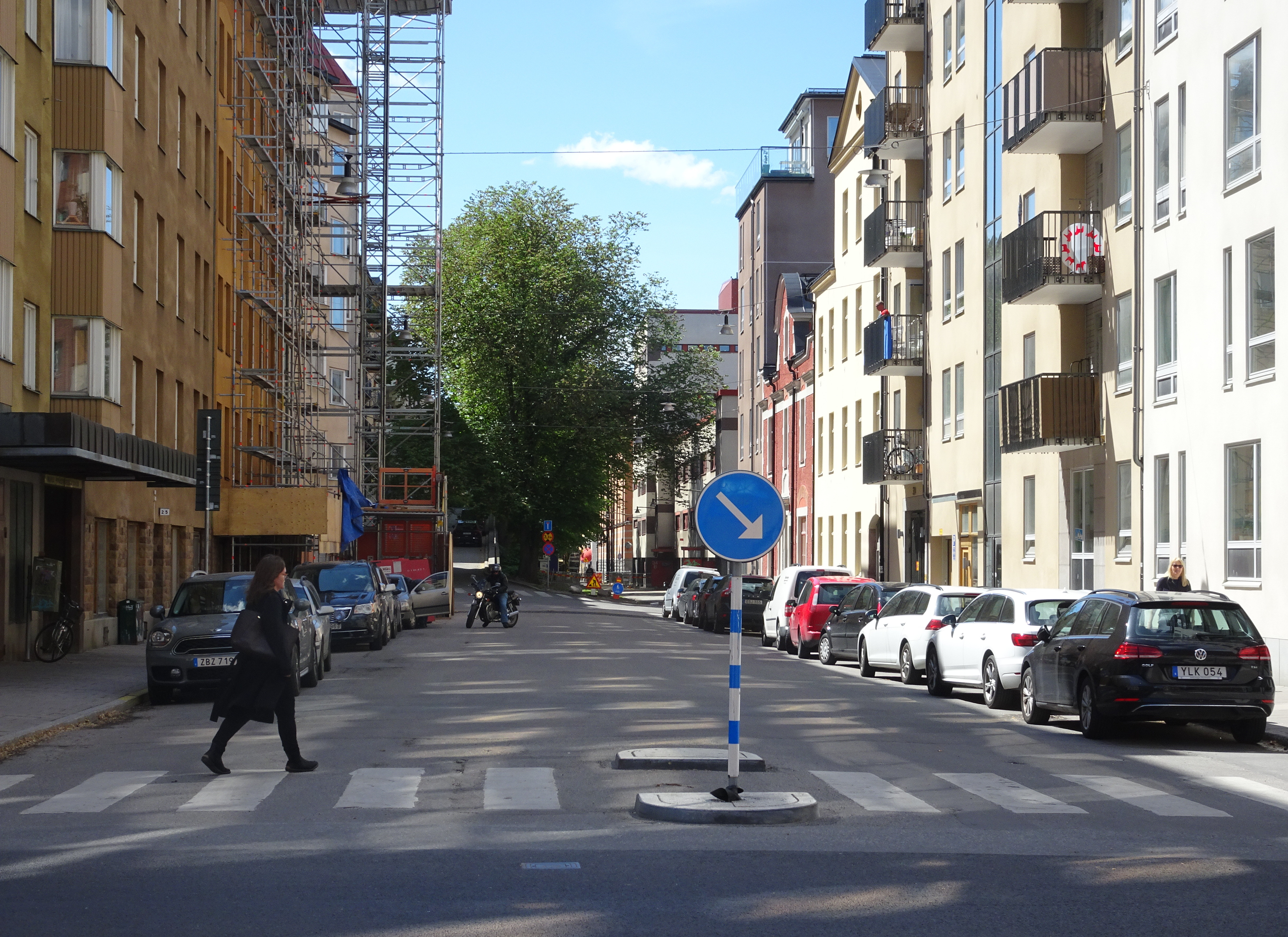
Maria Prästgårdsgata, västerut, 2019.

Maria Prästgårdsgata är en gata på Södermalm i Stockholms innerstad. Gatan sträcker sig från Fredmansgatan i öster till Rosenlundsgatan i väster. Utanför kvarteret Nederland mindre avbryts gatans sträckning av trappor uppför Kvarnberget. Gatan fick sitt nuvarande namn 1930.

## Historik

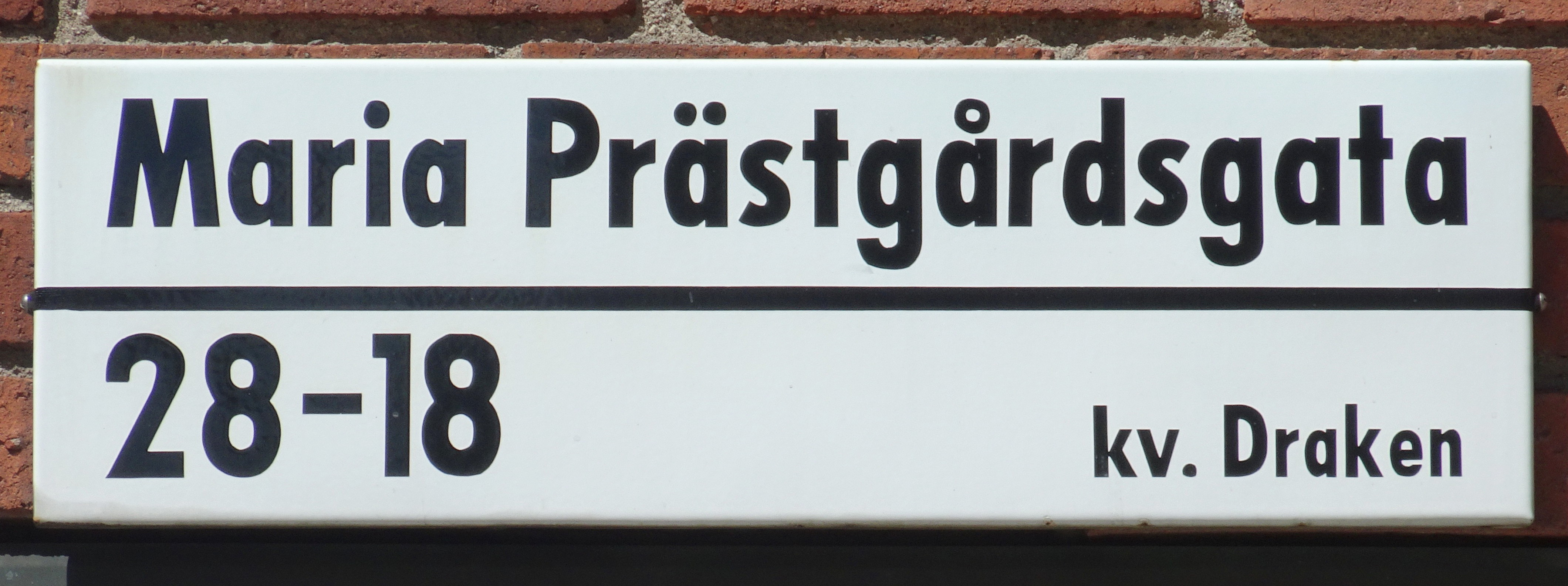
Gatuskylt vid kvarteret Draken.

Gatan har sitt namn efter Maria Magdalena församlings första kyrkoherdeboställe som låg i kvarteret Draken, nuvarande Maria Prästgårdsgata 18–28. Stället omtalas redan på 1590-talet. Gatans äldsta kända namn är Sankt Staffansgatan (Sancti Staphans gathun, 1648). Efter 1650-talet etableras olika namn som Prästgatan (1654), Gamla Prästgatan (1669) och Prästgårdsgatan (1669). På Petrus Tillaeus karta från 1733 kallas gatan S:t Staffans eller Gamla Prästegårdsgatan. Under 1800-talet blir Gamla Prästgårdsgatan den vanliga benämningen. 1930 beslöt Stockholms namnberedning att byta namn till nuvarande Maria Prästgårdsgata för att undvika hopblandning med Prästgatan i Gamla stan. Gatans västligaste del bytte 1964 namn till Maria Skolgata.

## Intressanta byggnader vid gatan
- Nr. 3: Christian Erikssons bostad och ateljé
- Nr. 9: Björngårdsskolan
- Nr. 19: Vilgot Sjömans barndomshem
- Nr. 19-21: Fatbursbrunnen 3 och 12, intressant bostadshus från 1885
- Nr. 34: Södra BB

## Bilder

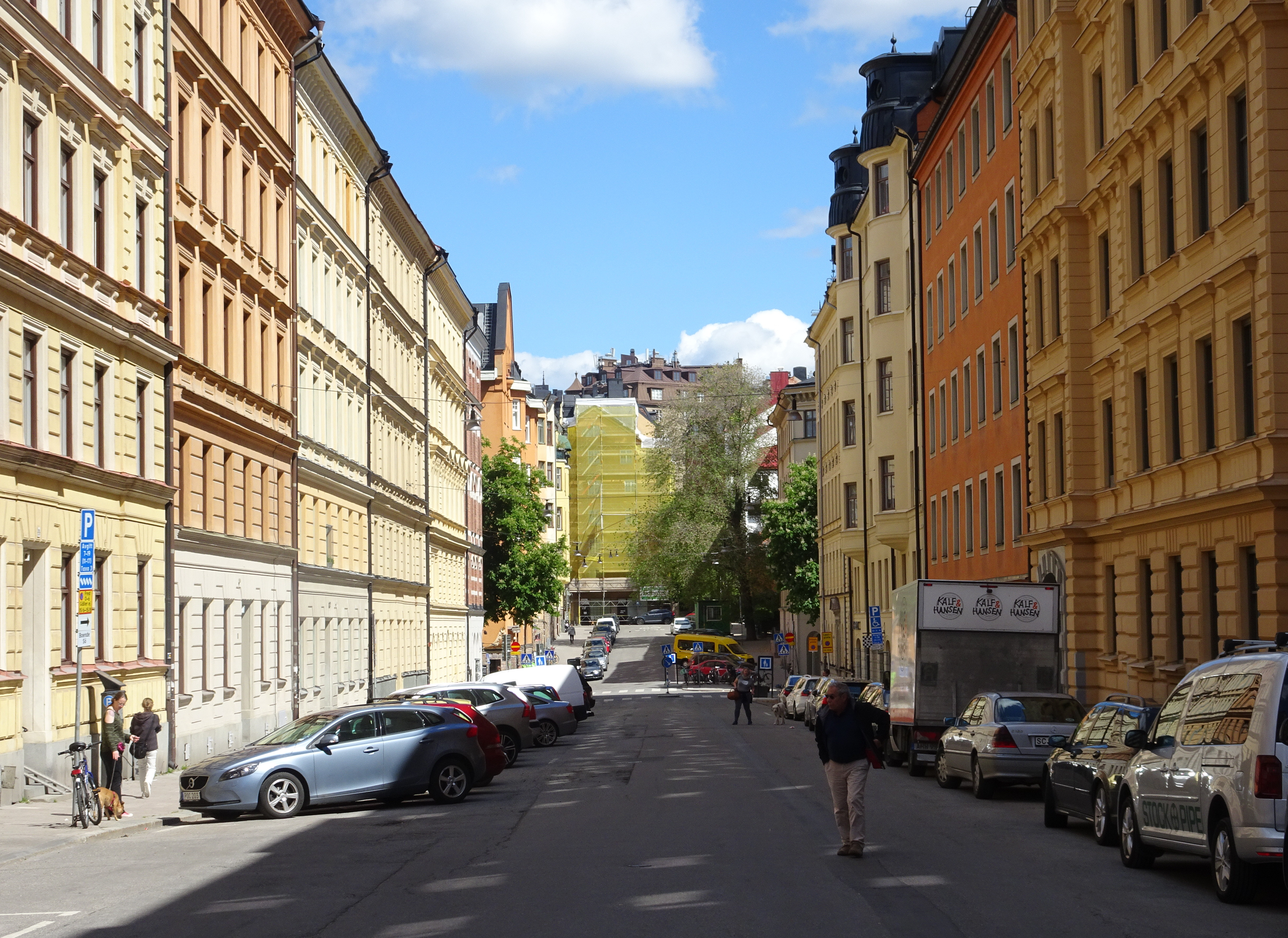
Maria Prästgårdsgata, österut.
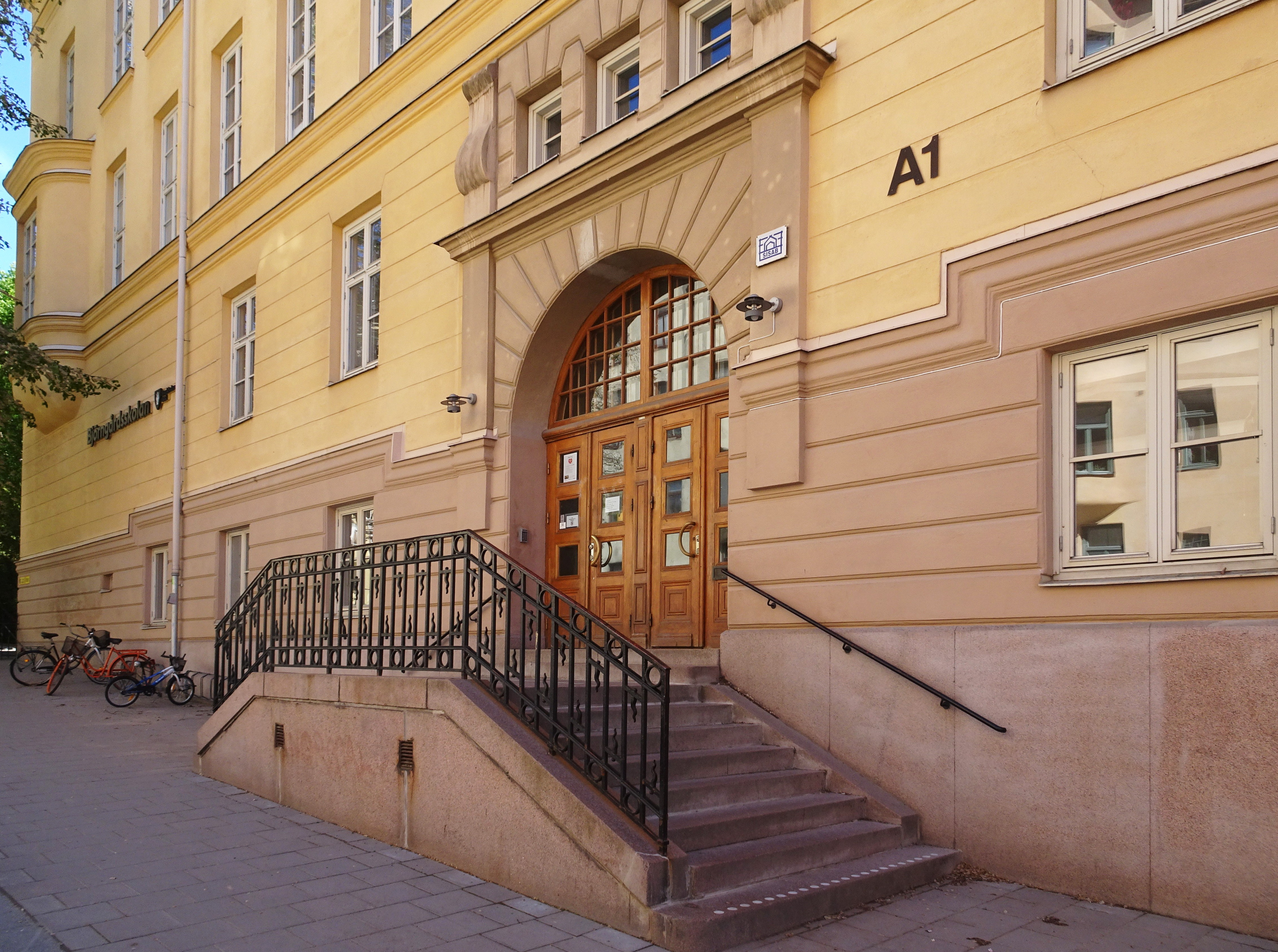
Björngårdsskolans entré.
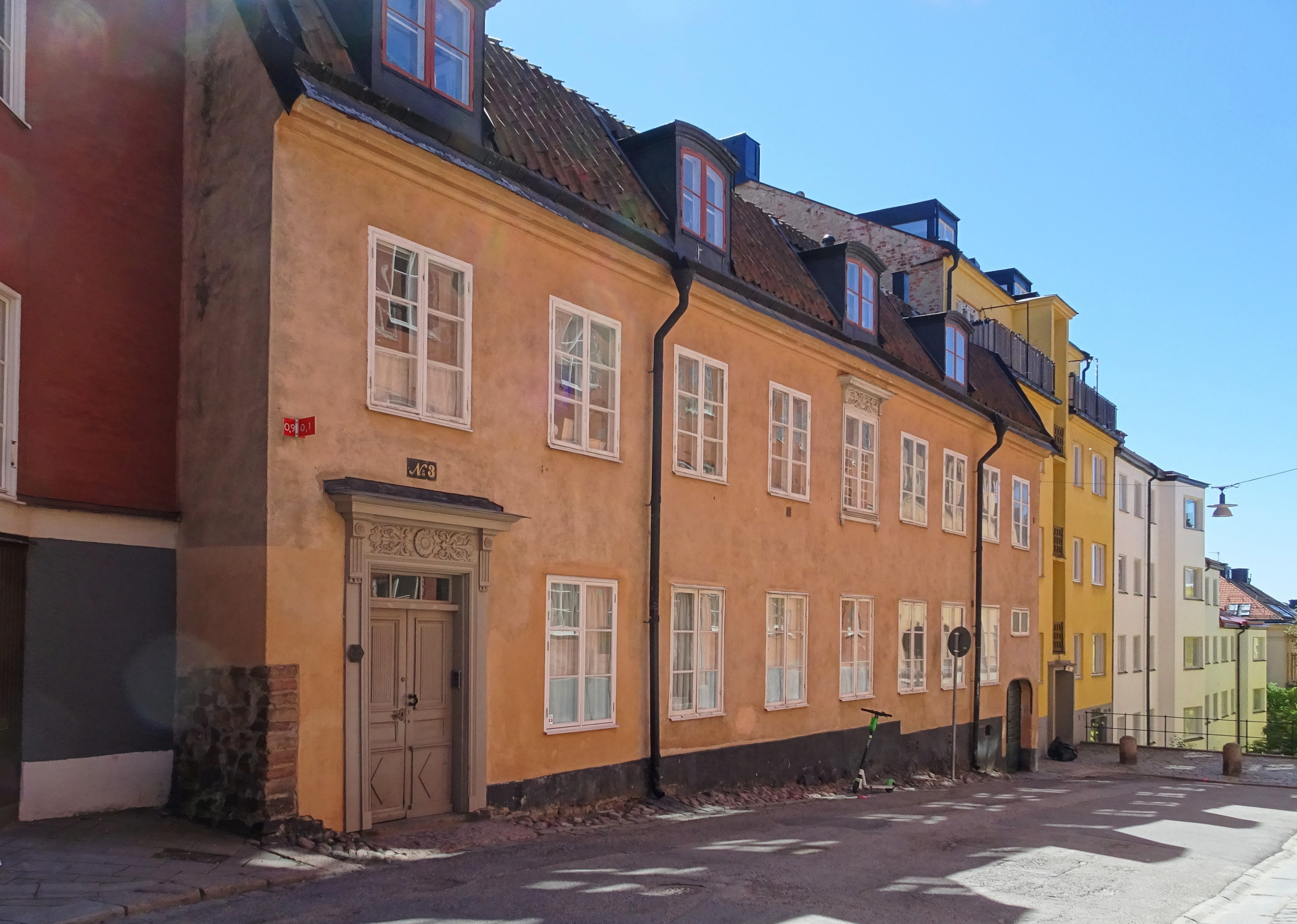
Christian Erikssons bostad och ateljé.
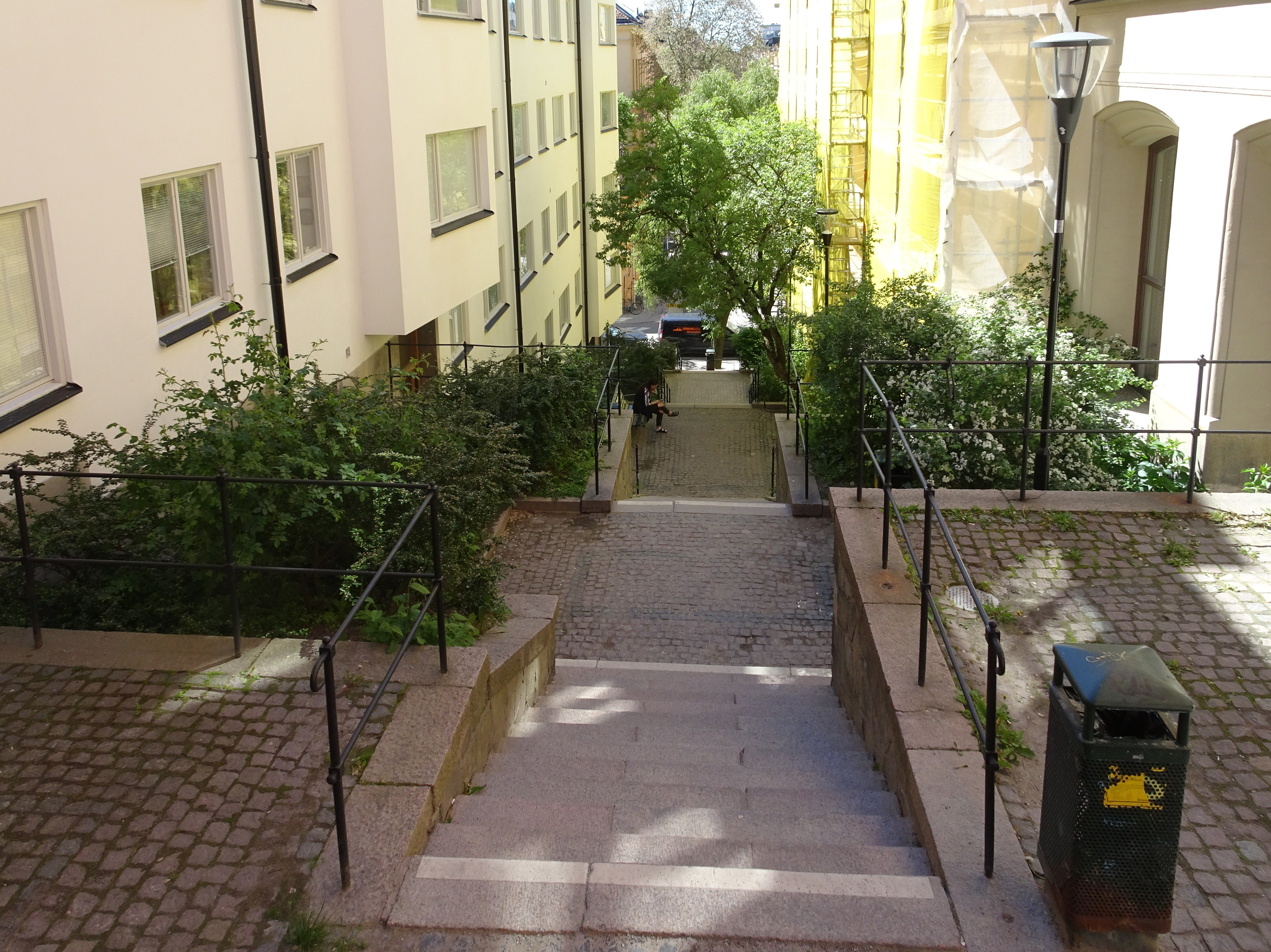
Trapporna längst i öster.